# Ayano Satō
Ayano Satō (佐藤 綾乃?, Satō Ayano; Kushiro, 10 dicembre 1996) è una pattinatrice di velocità su ghiaccio giapponese.

## Palmarès

### Olimpiadi
- 1 medaglia:
  - 1 oro (inseguimento a squadre a Pyeongchang 2018)

### Mondiali distanza singola
- 4 medaglie:
  - 2 ori (inseguimento a squadre a Inzell 2019; inseguimento a squadre a Salt Lake City 2020)
  - 1 argento (inseguimento a squadre a Heerenveen 2023)
  - 1 bronzo (sprint a squadre a Calgary 2024)